# Globocreagris theveneti
Espèce
Synonymes
- Obisium theveneti Simon, 1878

Globocreagris theveneti est une espèce de pseudoscorpions de la famille des Neobisiidae.

## Distribution
Cette espèce est endémique de Californie aux États-Unis. Elle se rencontre dans le comté de Napa.

## Description
L'holotype mesure 4 mm.
Globocreagris theveneti mesure de 4,08 à 6,09 mm.

## Systématique et taxinomie
Cette espèce a été décrite sous le protonyme Obisium theveneti par Simon en 1878. Elle est placée dans le genre Ideobisium par Banks en 1895 puis dans le genre Microcreagris par Beier en 1932 puis dans le genre Globocreagris par Muchmore en 1994.

## Étymologie
Cette espèce est nommée en l'honneur de Jules Thevenet (1826–1875).

## Publication originale
- Simon, 1878 : Descriptions de quelques Cheliferidae de Californie. Annales de la Société Entomologique de France, sér. 5, vol. 8, p. 154-158 (texte intégral).